# 午城镇
午城镇，是中华人民共和国山西省临汾市隰县下辖的一个乡镇级行政单位。区域面积140.75平方千米。

## 行政区划
午城镇下辖以下地区：
午城村、王家庄村、川口村、寺坡村、龙化村、水堤村、桑梓村、西曹村、卫家峪村、中阳德村、习礼村、上司徒村和下司徒村。